# The Front
The Front (en Hispanoamérica, El testaferro; en España, La tapadera) es una película estadounidense de 1976 dirigida por Martin Ritt a partir de un guion de Walter Bernstein.
Trata sobre el macartismo, que había afectado al director, al guionista y a varios de los actores.

## Sinopsis
Un cajero de bar y corredor de apuestas ocasional, Howard Prince (Woody Allen), sin grandes convicciones políticas, tiene amistad con un guionista de televisión de la ciudad de Nueva York, Alfred Miller (Michael Murphy), quien se sabe inscrito en una lista negra anticomunista, así que le pide a Howard que adopte la autoría de sus guiones a cambio de un porcentaje de las ganancias. Howard acepta y comienza a disfrutar del dinero y a sufrir las vicisitudes de tener que interpretar el papel de escritor estrella del canal.

## Música
| Intérprete    | Título               | Música          | Letra         |
| ------------- | -------------------- | --------------- | ------------- |
| Frank Sinatra | Young at Heart       | Johnny Richards | Carolyn Leigh |
|               | Come on Easy         | Carrie Hoffman  | Ira Gassman   |
|               | Anything for a Laugh | Carrie Hoffman  | Ira Gassman   |

## Datos de distribución en España
| Distribuidora                     | Espectadores | Recaudación (€) |
| --------------------------------- | ------------ | --------------- |
| Suevia Films-Cesáreo González S.A | 152.077      | 121.433,95      |
| Columbia Films S.A.               | 13.992       | 36.657,69       |

## Actores de doblaje de la versión española
| Actor original     | Personaje            | Actor de doblaje    |
| ------------------ | -------------------- | ------------------- |
| Woody Allen        | Howard Prince        | Juan Antonio Castro |
| Zero Mostel        | Hecky Brown          | Félix Acaso         |
| Herschel Bernardi  | Phil Sussman         | Juan Carlos Ordóñez |
| Michael Murphy     | Alfred Miller        | Roberto Martín      |
| Andrea Marcovicci  | Florence Barret      | Luisa Ezquerra      |
| Remak Ramsay       | Hennessey            | José Antonio Ceinos |
| Lloyd Gough        | Delaney              | Rafael de Penagos   |
| David Margulies    | Phelps               | Fernando de Luis    |
| Joshua Shelley     | Sam                  | Eduardo Moreno      |
| Scott McKay        | Hampton              | Fernando Nogueras   |
| David Clarke       | Hubert Jackson       | José María Martín   |
| Macintyre Dixon    | Harry Stone          | Luis Gaspar         |
| Burt Britton       | Librero              | Luis Gaspar         |
| Albert Ottenheimer | Director del colegio | Eduardo Moreno      |

## Premios
| Año  | Premios       | Categoría - Receptor(es)                             |
| ---- | ------------- | ---------------------------------------------------- |
| 1977 | Oscar         | Candidato al mejor guion original - Walter Bernstein |
| 1978 | Premios BAFTA | Candidato al mejor actor de reparto - Zero Mostel    |
| 1977 | Globos de Oro | Mejor revelación cinematográfica - Andrea Marcovicci |
| 1977 | Premios WGA   | Mejor drama original - Walter Bernstein              |

## Datos técnicos
| Formato                  | 35 mm.     |
| Color                    | Metrocolor |
| Relación de aspecto      | 1.85:1     |
| Localizaciones de rodaje | Nueva York |